# 지연전
지연전(delaying action) 혹은 지연 작전(delaying operation)은 증원 부대가 도착할 수 있 시간 혹은 중요 부대가 후퇴할 수 있는 시간 등을 얻기 위한 목적으로 승리보다는 적의 공격을 저지하는데 중점을 두고 싸우는 전투이다.

## 사례
- 오산 전투
- 대전 전투